# Sörös Sándor
Sörös Sándor (Budapest, 1951. október 27. –) magyar színész.

## Élete és pályafutása
1974-ben végzett a Színház- és Filmművészeti Főiskolán, Várkonyi Zoltán tanítványaként. Tanára – az évfolyamból egyetlenként – azonnal leszerződtette a Vígszínházhoz, ahol 1991-ig játszott. Ezt követően a Nemzeti Színház tagja lett. Később szabadúszóként ténykedett.
Pályafutása során több magyar ősbemutatóban (Kőműves Kelemen, Légköbméter) kapott jelentős szerepet. A Rock Színház alapító tagjaként Tigellinus szerepét énekelte az első magyar rockopera, a Sztárcsinálók ősbemutatóján. Sokat foglalkoztatott  szinkronszínész. Mel Gibson legismertebb szinkronhangja.

## Színházi szerepei
- A zarándoknő (bemutató: 2003. augusztus 28. Budaörsi Játékszín)
- Akt hegedűvel (bemutató: 2003. január 17. Budaörsi Játékszín)
- Alkonyzóna közreműködő (bemutató: Budaörsi Játékszín)
- Az édes teher (bemutató: 2005. április 2. Budaörsi Játékszín)
- Butaságom története (bemutató: 2005. október 28. Karinthy Színház)
- Fogadás (bemutató: 2010. október 29. Éless-Szín)
- Leánykereskedő (bemutató: 2007. március 8. Karinthy Színház)
- Május / Ibolya (bemutató: 2008. november 7. Nemzeti Kamara Színház)
- Mit csinál a kongresszus? (bemutató: 2005. január 22. Budaörsi Játékszín)

## Film- és sorozatbeli szerepei
- Kajüt
- 2017 – Engedj Be!
- 2007 – Szeszélyes
- 2006 – Férfiakt
- 2006 – Utas és holdvilág (Irodalmi utazás Szerb Antallal)
- 2006 – Könyveskép
- 2003 – Vadkörték – A tihanyi kincsvadászat
- 2001 – Kisváros
- 2001 – Családi album
- 1999 – 7-es csatorna
- 1995–98 – Űrgammák
- 1993 – Öregberény
- 1992 – Uborka (hang)
- 1991 – Família Kft.
- 1991 – Hamis a baba
- 1991 – Pénzt, de sokat!
- 1990 – Angyalbőrben
- 1990 – Egy államférfi vallomásai
- 1989 – Linda
- 1988 – A védelemé a szó
- 1987–88 – Szomszédok
- 1985 – Képvadászok
- 1985 – A vörös grófnő
- 1985 – Egy lócsiszár virágvasárnapja
- 1985 – Széchenyi napjai
- 1984 – István, a király
- 1983 – Klapka légió
- 1983 – Hatásvadászok
- 1983 – Mint oldott kéve
- 1978 – 80 huszár
- 1978 – Mire a levelek lehullanak…
- 1978 – Amerikai cigaretta

8*1978 – Megtörtént bűnügyek A kiskirály című epizód
- 1977 – Fogságom naplója
- 1976 – Robog az úthenger
- 1976 – Fekete gyémántok
- 1976 – A 78-as autóbusz útvonala – Kis kitérővel
- 1974 – Pocok, az ördögmotoros
- 1974 – Szikrázó lányok
- 1973 – Palacsintás király
- 1973 – A törökfejes kopja
- 1973 – Kakuk Marci
- 1973 – Velünk kezdődik minden
- 1972 – Bob herceg
- 1971 – Fehér sereg

## Szinkronszerepek
- A magányos ügynök - Everett McGill
- Az igazságosztó - DeVeren Bookwalter
- A kém, aki szeretett engem - Edward de Souza
- Chaplin - Robert Downey Jr.
- Visszavágó - Mel Gibson
- A bárányok hallgatnak - Ted Levine
- Gyilkos túra - Jon Voight
- Annie Hall - Christopher Walken
- A híd túl messze van - Michael Caine
- Parti zóna - John Belushi
- Apokalipszis most - Dennis Hopper
- A homokpart rejtélye - Michael York
- Karatés védőangyal - Chuck Norris
- Házasodjunk, vagy tán mégse? - Burt Reynolds
- Kínai kaland - Tom Selleck
- Magányos farkas - Chuck Norris
- A túlélők - Jerry Reed
- A dzsungel poklában - Sgt. Jack Casey - Fritz Matthews
- Halálos fegyver - Mel Gibson
- Halálos fegyver 2. - Mel Gibson
- Halálos fegyver 3. - Mel Gibson
- Halálos fegyver 4. - Mel Gibson
- Mi kell a nőnek? - Mel Gibson
- Dolgozó lány - Kevin Spacey
- Mr. Baseball - Tom Selleck
- Tűzparancs - Kurt Russell
- Váltságdíj - Mel Gibson
- Egy nehéz nap - Aaron Eckhart
- Ítéletnap - Kevin Pollak
- A hazafi - Mel Gibson
- Magnum - Tom Selleck
- Azok a csodálatos Baker fiúk - Jeff Bridges
- Félelem nélkül - Jeff Bridges
- Nyom nélkül - Jeff Bridges
- A múzsa csókja - Jeff Bridges
- Simpatico - Jeff Bridges
- A szomszéd - Jeff Bridges
- A manipulátor - Jeff Bridges
- K-PAX – A belső bolygó - Jeff Bridges
- Az utolsó akkord - Jeff Bridges
- Tideland - Jeff Bridges
- Hogy veszítsük el barátainkat és idegenítsük el az embereket? - Jeff Bridges
- A Vasember - Jeff Bridges
- Kecskebűvölők - Jeff Bridges
- Az Utolsó cserkész - Bruce Willis
- Velem vagy nélkülem - Bruce Willis
- Családi űrutazás - Bruce Willis
- Minden azzal kezdődött - Bruce Willis
- Hasonmás - Bruce Willis
- Dupla csapda - Bruce Willis
- Looper - A jövő gyilkosa - Bruce Willis
- John Wick - Willem Dafoe
- A harag tüze - Willem Dafoe
- Odd Thomas - A halottlátó - Willem Dafoe
- Az üldözött (A Most Wanted Man) - Willem Dafoe
- Bűnös Louisana - Willem Dafoe
- Csillagainkban a hiba - Willem Dafoe
- A Grand Budapest Hotel - Willem Dafoe
- Halálos iramban 7. - Kurt Russell
- The Expendables – A feláldozhatók 3. - Mel Gibson
- Star Trek: Csillagösvény - William Shatner
- Maffiózók - Steven Van Zandt

### Sorozatbeli szinkronszerepek
- Magnum - Tom Selleck
- Zsaruvér - Tom Selleck
- Star Trek - William Shatner
- Star Trek: Deep Space Nine - Avery Brooks
- Shark – Törvényszéki ragadozó - James Woods
- Sherlock és Watson - Aidan Quinn
- CSI: A helyszínelők – Paul Guilfoyle (2. hang)
- Csillagkapu (televíziós sorozat) (3.-4. évad) - Tom McBeath
- Maffiózók - Steven Van Zandt
- SWAT – Különleges egység (1-4. évad) - Kenny Johnson
- Don Camillo filmek - Peppone
- Obi-Wan Kenobi - Bail Organa
- Star Wars: Jedihistóriák - Bail Organa
- Grant kapitány gyermekei - Anatolij Rudakov
- 11 óra 20 - Götz George
- Zürichi páncélterem - Miroslaw Nemec

### Anime, rajzfilm
- Blood+ - Mijaguszuku George - Ócuka Hócsú
- Földtenger varázslója - Karvaly - Szugavara Bunta
- Korra legendája - Zaheer - Henry Rollins